# دمنیکو دولچه
دمنیکو دولچه (انگلیسی: Domenico Dolce؛ زادهٔ ۱۳ اوت ۱۹۵۸) طراحی مد اهل ایتالیا است.
از فیلم‌ها یا برنامه‌های تلویزیونی که وی در آن نقش داشته‌است می‌توان به ستاره‌ساز اشاره کرد. او به همراه استفانو گابانا، شرکت دولچه و گابانا را تشکیل می‌دهند.